# Hamdan v. Rumsfeld
| Rubrum:      | Salim Ahmed Hamdan versus Donald H. Rumsfeld, Secretary of Defence et al. |
| Fundstelle:  | Docket #: 05–184 |
| Sachverhalt: | Appellation beim Obersten Gericht nach Haftprüfung wegen Internierung im Lager Guantanamo Bay |
| zuvor:       | Haftentlassung gewährt durch das Bezirksgericht für DC: 344 F. Supp. 2d 152 (2004); aufgehoben durch das Appellationsgericht für DC: 415 F. 3d 33 (2005); zur Entscheidung angenommen 126 S. Ct. 622 (2006) |
| folgend:     | Verabschiedung eines Gesetz über Militärkommissionen 2006 und Anklage vor einer neu konstituierten Militärkommission: USA gegen Hamdan, die jedoch mangels Zuständigkeit im Juni 2007 den Fall abweist      |

| Vorsitzender Richter: John Roberts, der sich jedoch für befangen erklärte und an der Entscheidung nicht mitwirkte                                          |
| Beigeordnete Richter: John Paul Stevens, Antonin Scalia, Anthony Kennedy, David Souter, Clarence Thomas, Ruth Bader Ginsburg, Stephen Breyer, Samuel Alito |

| per curiam: Stevens |
| zustimmend: Kennedy, Souter, Ginsburg, z. T. abweichend: Breyer (I – IV, VI – VI-D-iii, VI-D-v, VII); ihm zustimmend und z. T. abweichend: Souter, Ginsburg, Breyer (V, VI-D-iv) |
| gänzlich abweichend: Scalia, Thomas, Alito |

Die Entscheidung des Obersten Gerichts der Vereinigten Staaten im Fall Hamdan v. Rumsfeld ist das dritte Präzedenzurteil zu Maßnahmen der US-Regierung im so genannten „Krieg gegen den Terror“ betreffend Personen, die als ungesetzliche Kombattanten festgehalten werden. Sie verbietet die Praxis der US-Regierung, die prozessualen und materiellen Rechte der Gefangenen massiv einzuschränken, und stellt fest, dass für Sondergerichte in Form von „Militärkommissionen“ keine Rechtsgrundlage besteht.

## Hintergrund
Salim Ahmed Hamdan, geboren 1970, ist jemenitischer Staatsbürger und wurde von US-Truppen bei der Invasion von Afghanistan aufgegriffen und darauf im Gefangenenlager des US-Marinestützpunkts Guantanamo auf Kuba inhaftiert. Er soll eingeräumt haben, der persönliche Chauffeur und Leibwächter von Osama bin Laden gewesen zu sein, will jedoch mit den Terroranschlägen am 11. September 2001 in den USA und dem Netzwerk al-Qāida nichts zu tun haben. Seit Juli 2004 werfen ihm US-Stellen Terrorismusbeteiligung und Verschwörung vor. In einer anderen Entscheidung hat das Oberste Gericht verlangt, dass der Kombattantenstatus der in Guantanamo Inhaftierten von Tribunalen geprüft werden muss. Hamdan ist daraufhin von einem solchen Tribunal erneut als ungesetzlicher Kombattant eingestuft worden.
Er sollte vor eine so genannte Militärkommission mit Ausschusscharakter gestellt werden. Diese sollte aus Angehörigen der US-Streitkräfte bestehen und auf Grund der Military Commission Order No. 1 errichtet werden. Ihre Entscheidung sollte allenfalls durch den Präsidenten überprüft werden und der ordentlichen Gerichtsbarkeit entzogen sein.
Hamdan beantragte Haftprüfung vor dem für den Sitz der Bundesregierung zuständigen Bezirksgericht in Washington DC und brachte vor, er werde ohne ordnungsgemäßes Verfahren und ohne Anklage festgehalten und letztlich seinem gesetzlichen Richter entzogen. Das Gericht gab seinem Haftprüfungsantrag statt. Jedoch legte die Regierung beim Appellationsgericht einen Rechtsbehelf gegen die stattgebende Entscheidung ein. Dieses Gericht hob die angefochtene Entscheidung sodann auf. Ihm gehörte als Beisitzer Richter Roberts an, der seit September 2005 am Obersten Gericht berufen ist und sich daher im letzten Verfahren für befangen erklärte. Mit seiner weiteren Appellation an das Oberste Gericht verfolgt Hamdan sein Haftprüfungsbegehren weiter.

## Die Entscheidung
Das Oberste Gericht erklärte Militärkommissionen, die Fälle von Gefangenen auf dem Marinestützpunkt Guantanamo verhandeln sollten, als Ersatz für reguläre Gerichte für unzulässig. Der Entscheidung liegen formelle und materielle Aussagen zu Grunde:

### Formelle Aussagen
- Es kann im Ergebnis offenbleiben, ob der Präsident die verfassungsmäßige Befugnis besitzt, Militärkommissionen zu errichten. Selbst wenn er sie hätte, müssten diese dem Kriegsrecht entsprechen, wie es der Kongress in Art. 15 UCMJ[8] gesetzlich festgelegt hat, oder er müsste gesondert durch Gesetz ermächtigt sein.
- Eine solche Ermächtigung liegt auch nicht in der Authorization for Use of Military Force Against Terrorists[9] vor. Zwar ist diese Resolution sehr allgemein und sehr weit gefasst und gibt eine dehnbare Ermächtigung, jedoch kann sie nicht dahingehend interpretiert werden, dass bestehende Gesetze des Kongresses aus diesem Grund etwa eingeschränkt oder nicht anwendbar seien oder den Präsidenten oder die Regierung nicht mehr binden würden. Auch kann sie nicht dahingehend interpretiert werden, dass bestehende Zuständigkeiten von Staatsorganen außer Kraft gesetzt worden seien oder durch präsidiale Handlungen – sei es ausdrücklich, sei es konkludent – verworfen werden dürften.
- Genauso wenig liegt eine solche Ermächtigung durch das Gesetz über die Behandlung festgehaltener Personen von 2005 (DTA)[10] vor.

Die bereits erwähnten Bestimmungen des Kriegsrechts sind abschließend. Nichts hat die Befugnisse des Präsidenten über diesen Rechtsrahmen hinaus erweitert. Allenfalls die besonderen Umstände eines Krieges könnten besondere Maßnahmen und Militärkommissionen rechtfertigen, jedoch selbst dann müssten diese sich im zuvor festgelegten Rechtsrahmen bewegen.

### Materielle Aussagen
In materieller Hinsicht gehören zum Kriegsrecht im Wesentlichen das UCMJ und die Genfer Konventionen. Jede dieser beiden Kodifikationen gewährt mehr Schutz für Gefangene als die errichteten Militärkommissionen, die fundamentale Mindeststandards nicht einhalten:
- Das Recht des Angeklagten, Beweise zu sichten, ist weitgehend eingeschränkt. Dies gilt auch für das Sichten durch seinen Verteidiger. Hierdurch kann unter Umständen nur Beweismaterial zusammengetragen werden, das nur sehr geringen Beweiswert hat. Auch beschränkt dies die Möglichkeiten der Verteidigung, ihrerseits bessere Beweise zu präsentieren, da sie um die Beweisbedürftigkeit bestimmter Umstände nichts weiß. Gleiches gilt für die Ermittlung weiterer Beweise, um eine präzise und objektive Wahrheitserforschung sicherzustellen (→ Beweisermittlungsantrag, Ausforschungsbeweis).
- Das Unmittelbarkeitsprinzip, wonach Beweise unmittelbar dem Gericht und in originärer Form zu präsentieren sind, ist ersetzt durch die Möglichkeit eines Affidavits, einer verbürgenden Bescheinigung der Strafverfolgungsbehörden oder des Verteidigungsministeriums. Dies macht die Verifizierbarkeit der Existenz eines Beweismittels schlicht unmöglich. Für Gericht und Verteidigung ist ferner ein Urteil über die Beweisqualität nicht möglich, was zu Strafzumessungsproblemen führt. Im Ergebnis ersetzt das Militärkommissionen-Verfahren die richterliche Überzeugung durch richterliches Vertrauenmüssen.
- Berufungen und Beschwerden werden nicht von den regulären Gerichten gehört, sondern vom Verteidigungsministerium oder ggf. dem Präsidenten.

Solche Abweichungen sind unzulässig: Selbst wenn besondere Umstände eines Krieges die außerordentliche Einsetzung von Militärkommissionen erfordern sollte, müssen diese den ordentlichen Kriegsgerichten so weit wie möglich entsprechen (Art. 36 b UCMJ).
Darüber hinaus verletzt das Verfahren vor den eingerichteten Militärkommissionen die Grundsätze gemäß den Genfer Konventionen. Die Entscheidung des Appellationsgerichts in Zweiter Instanz befand zwar, die Genfer Konventionen seien gar nicht anwendbar, und stützte diese Auffassung im Wesentlichen auf drei Argumente; sie ist jedoch rechtsirrig:
- Es berief sich auf den Fall Johnson gegen Eisentrager[11], dessen Grundsätze vorliegend nicht anwendbar sind: In diesem Fall wurden keine Militärkommissionen eingerichtet, deren Verfahrensweise von der Verfahrensweise von Kriegsgerichten abwich.
- Die Anwendung der Konventionen kann genauso wenig verneint werden, weil etwa im gemeinsamen Art. 3 der Genfer Konventionen Mindeststandards zum Schutz von Gefangenen „im Territorium“ eines Unterzeichnerstaates zu gewähren sind.
- Gefangene müssen diesen Mindeststandards gemäß vor „ordnungsgemäß errichtete Gerichte“[12] gestellt werden, was die Militärkommissionen per se nicht sind.

## Abweichende Meinung des Richters Kennedy
Richter Kennedy trägt die Entscheidung im Ergebnis mit, weicht jedoch in einem Punkt von der Auffassung des Gerichts ab. Er sieht einen vierten materiellen Grund darin, dass Militärkommissionen grundsätzlich nicht geeignet sind, Verschwörungsanklagen zu verhandeln. Durch ständige Rechtsprechung des Gerichts ist anerkannt, dass Kommissionen allenfalls dann Gerichte ersetzen können, wenn dies durch strenges Gesetzesrecht normiert ist oder die Grundsätze eines verfestigten Präzedenzfalles spezifisch umgesetzt werden sollen. Grundsätze solcher Qualität können etwa im Quirin-Fall gesehen werden. Darum ginge es jedoch vorliegend nicht.

## Abweichende Meinung der Richter Breyer, Kennedy, Souter und Ginsburg
Die Richter tragen die Entscheidung im Ergebnis mit, weichen jedoch in einem nicht mehrheitsfähigen Punkt von der Auffassung des Gerichts ab (sog. concurring opinion). Trotz der Unregelmäßigkeiten im DTA-Gesetzgebungsverfahren und divergierenden Gesetzesentwurfsabstimmungen kann das Gericht keine Blankobefugnis zugunsten des Präsidenten feststellen. Sollte er die Errichtung von Militärkommissionen für unerlässlich halten, ist ihm keineswegs verwehrt, eine Vorlage im Kongress einzubringen und um eine Ermächtigung zu ersuchen. Auch nehmen sie die Kritik ihrer Kollegen vorweg, die die Entscheidung nicht mittragen:

“Congress has not issued the Executive a “blank check”… Nothing prevents the President from returning to Congress to seek the authority he believes necessary… Where, as here, no emergency prevents consultation with Congress, judicial insistence upon that consultation does not weaken our Nation’s ability to deal with danger. To the contrary, that insistence strengthens the Nation’s ability to determine—through democratic means—how best to do so. The Constitution places its faith in those democratic means. Our Court today simply does the same.”

„Der Kongress hat der Exekutive keinen Blankoscheck ausgestellt. Nichts hält den Präsidenten davon ab, sich wieder an den Kongress zu wenden und um die Ermächtigung zu ersuchen, die er für notwendig hält … Wenn, wie in diesem Fall, kein Notfall vorliegt, der ein Befragen des Kongresses unmöglich macht, dann schwächt das gerichtliche Beharren auf einer solchen Befragung nicht die Fähigkeit unserer Nation, mit Gefahren umzugehen. Im Gegenteil, dieses Beharren stärkt die Fähigkeit unserer Nation, – durch demokratische Mittel – zu bestimmen, wie dies am besten zu bewerkstelligen ist. Die Verfassung vertraut in diese demokratischen Mittel. So wie unser Gericht.“

## Abweichende Meinung der Richter Scalia, Thomas und Alito
Die anderen Richter, die die Entscheidung nicht mittragen, begründen dies vor allem mit Aspekten des räumlichen Geltungsbereichs der Zuständigkeit des Obersten Gerichts. Namentlich stützen sie dies auf das Gesetz über die Behandlung festgehaltener Personen (DTA), das am 30. Dezember 2005 in Kraft trat:

“[N]o court, justice, or judge shall have jurisdiction to hear or consider an application for a writ of habeas corpus filed by or on behalf of an alien detained by the Department of Defense at Guantanamo Bay, Cuba.”

„Kein Gericht, Oberster Richter oder anderer Richter ist zuständig, um einen Haftprüfungsantrag zu hören oder prüfen, welcher von einem Ausländer oder in dessen Auftrag gestellt wurde, der vom Verteidigungsministerium in Guantanamo, Kuba interniert wurde.“

Sie bemängeln, die Mehrheit im Gericht komme trotzdem zu dem offenkundig rechtsirrigen Schluss, es sei die „ganz natürliche“ Lesart eines solchen Gesetzes, dass anhängige Verfahren wie dieses weiter betrieben und entschieden werden. Besonders schwer wiege der Wortlaut, der das Wort „justice“ benutzt, eine Bezeichnung speziell für die Mitglieder des Obersten Gerichts. Auch könne nach der ständigen Rechtsprechung des Gerichts für alte Fälle nur dann eine Ausnahme gemacht und diese zu Ende geführt werden, wenn das Gesetz eine solche Zuständigkeitsregelung ausdrücklich normiert.
Ferner habe die Mehrheit Dokumente und Materialien aus dem Gesetzgebungsverfahren herangezogen, um das Gesetz zu interpretieren, und zwar selektiv zitierte Senatsmaterialien.
In einem weiteren Schritt verkenne die Mehrheitsmeinung, dass Antragsteller wie Hamdan kein Recht auf gerichtlichen Rechtsschutz durch eine Haftprüfung haben, wenn sie sich außerhalb der USA befinden, da sie sich in diesem Fall nicht mehr unter amerikanischer Hoheit befänden.
Schließlich sei eine Analogie zu der Entscheidung im Fall Schlesinger gegen Councilman zu ziehen, wonach das Gericht über keine Entscheidungen von Militärtribunalen urteilen solle, bevor ihre Arbeit beendet ist, was vorliegend offenkundig der Fall ist.

## Weitere Abweichende Meinungen
Die Richter Thomas und Alito haben der Entscheidung ebenfalls Abweichende Meinungen beigefügt, um hervorzuheben, dass sie in weiteren Punkten mit der Mehrheitsauffassung nicht übereinstimmen.

## Reaktionen auf die Entscheidung
Hauptartikel: Military Commissions Act
Die US-Regierung hat Mitte Juli 2006 einen Gesetzesentwurf mit der Überschrift Military Commissions Act of 2006 (Gesetz über Militärkommissionen) in Umlauf gebracht, um unter anderem die Anforderungen der Entscheidung umzusetzen. Die Errichtung von Militärkommissionen soll demnach beibehalten werden, ordentliche Zivil- oder Militärgerichte sollen nicht zuständig sein. Rechtsbehelfe können ausschließlich gegen die Endentscheidung gerichtet werden, für sie sollen ausschließlich das Bundesappellationsgericht für den District of Columbia und in 2. Instanz das Oberste Gericht zuständig sein.
Fachleute in und außerhalb des Staatsdienstes bemängeln jedoch wesentliche Punkte des Entwurfes:
- die Genfer Konventionen sollen als anwendbare Rechtsquelle ausgeschlossen sein
- der Begriff „ungesetzlicher Kombattant“ wird legaldefiniert, jedoch weiter gefasst als die anerkannte Definition in der Quirin-Entscheidung
- das Gesetz soll auch auf US-Bürger anwendbar sein, obgleich die Verfassung ihnen rechtsstaatlichen Verfahrensrechte als Grundrechte verbürgt im Gegensatz zu Nicht-Bürgern
- die UCMJ-Verfahrensregeln sind nicht entsprechend anwendbar
- Beweismittel, die unter Folter im Sinne von 18 USC 2340 gewonnen wurden, sollen nicht verwertbar sein, jedoch können die Militärkommissionsmitglieder Beweise zulassen oder ablehnen, die unter Einwirkung von Zwang gewonnen wurden, für sie soll kein grundsätzliches Beweisverbot gelten
- Verbot und Vorkehrungen gegen Selbstbelastung des Angeklagten sollen grundsätzlich ausgeschlossen sein (→ Aussageverweigerungsrecht, Beweisverbot, fruit of the poisonous tree)
- Beweis vom Hörensagen soll zulässig sein, Wertungen hinsichtlich des Beweiswertes enthält das Gesetz nicht – hier werden eine Verletzung des Unmittelbarkeitsprinzips (s. o.) und Strafzumessungsprobleme gesehen
- Ausschluss der Verteidigung vom Sichten von Beweismaterial, das auf geheim gehaltenen Erkenntnissen beruht oder aus anderem Grund amtlich geheim gehalten wird, allenfalls könne eine zusammenfassende Darstellung der Erkenntnisse zugänglich gemacht werden, wenn die Strafverfolgungsorgane eine solche ohne geheime Details erstellen können
- das Verfahren soll in Abwesenheit des Angeklagten durchführbar sein, wenn ein Verteidiger anwesend ist, damit entfiele im Ergebnis das eigenständige Frage- und Beweisantragsrecht des Angeklagten

Am 2. August hörte der Rechtsausschuss des Senats den Justizminister Alberto R. Gonzales hierzu an. Die Bürgerrechtsorganisation ACLU rief zum politischen Protest gegen den Entwurf auf; konnte allerdings nicht verhindern, dass der Kongress dem Gesetz zustimmte und es am 17. Oktober 2006 in Kraft trat.